# 임광
임광(任珖, 1579년~1644년)은 조선 중기의 문신(文臣)이다. 본관은 풍천(豊川). 자(字)는 자정(子瀞). 사헌부 감찰 익신(翊臣)의 아들이다. 시호는 충간(忠簡)이다.

## 생애
1609년 성균관에 들어갔으나 계축옥사(癸丑獄事)의 진행 과정을 보고 고향으로 내려갔다.
인조반정(1623년) 후 순릉 참봉을 거쳐 1624년 별시 문과에 급제하여 중앙과 지방의 주요 관직을 두루 거치면서 각지의 행정을 바로잡았다. 1636년 통신사(通信使)가 되어 일본에 다녀왔으며 이후 다시 중앙과 지방의 요직을 두루 지냈다. 1643년 좌부빈객(左副賓客)이 되어 우부빈객(右副賓客) 김육과 함께 선양에 볼모로 억류되었다가 돌아오게 된 소현세자(昭顯世子)를 수행하기 위하여 청나라에 갔다가 1644년 그곳에서 세상을 떠났다. 좌의정에 추증되었다.
| 전임 정립 | 제4대 조선 통신사 정사 1636년 | 후임 윤순지 |

## 같이 보기
- 조선의 대외 관계
- 조선 통신사